# Bumper Robinson
Bumper Robinson, geboren als Larry C. Robinson II (* 19. Juni 1974 in Cleveland, Ohio, USA) ist ein US-amerikanischer Schauspieler und Synchronsprecher. Er wurde schon als Kind von seinem Vater „Bumper“ (wörtlich: Stoßer, Aufpraller) genannt, weil er ständig in Dinge hinein rannte.

## Leben und Karriere
Robinson gab sein Fernsehdebüt 1978 im Alter von 4 Jahren in einem Werbespot mit Bill Cosby. Schon als Kind hatte er Gastauftritte bei den Jeffersons, Harrys wundersames Strafgericht (Night Court) und Zeit der Sehnsucht (Days of our Lives). 1985 wurde er auch international bekannt durch seine Rolle als „Zammis“ in Enemy Mine an der Seite von Dennis Quaid und Louis Gossett Jr.
Die meiste Zeit seiner Karriere spielte er kleinere, weniger populäre Charaktere in einigen Shows. Er spielte den jungen O.J. Simpson in der Miniserie Die O.J. Simpson-Story und den jungen Jackie Jackson in der Verfilmung Die Jacksons – Ein amerikanischer Traum. Für diese Rolle bekam er den Young Artist Award als bester Jungdarsteller in einem Fernsehfilm.
Auch in Star Trek: Deep Space Nine hatte er 1994 eine Rolle als junger Jem’Hadar.
Zusätzlich hat Robinson viele Synchronrollen gesprochen, wie z. B. in Scooby-Doo und die Geisterschule (als „Jamaal“), Pinky und der Brain (als „Tyrone Spellbinder“), Futurama (als „Dwight Conrad“), Transformers: Animated (als „Bumblebee“ und „Blitzwing“), Teen Titans (Hotspot), Teenage Mutant Ninja Turtles (Carter) und dem Disney-Film Bärenbrüder.
Sein Bruder ist der Schauspieler Marc Robinson.

## Filmografie (Auswahl)
- 1985: Zeit der Sehnsucht (Days of Our Lives)
- 1985: Enemy Mine – Geliebter Feind
- 1986: Fackeln im Sturm II (North and South II)
- 1986: Amen
- 1987: College Fieber (A different world)
- 1987: The Spirit
- 1987: Sie kämpfen für die Freiheit (The Liberators)
- 1990: Molloy
- 1992: Die Jacksons – Ein amerikanischer Traum
- 1993: Living Single
- 1993: Thea
- 1998: Generation X
- 1998: Drei stahlharte Profis (Three)
- 1998: Guys Like Us
- 1999: Essig und Melasse – Das schwarze Amerika erwacht (Having Our Say: The Delany Sisters' First 100 Years)
- 1999: Grown Ups – Endlich erwachsen!
- 2001: Im Fadenkreuz – Allein gegen alle (Behind Enemy Lines)
- 2002: The Painting
- 2003: Sabrina – Total Verhext! (Sabrina, the Teenage Witch, Fernsehserie, 12 Folgen)
- 2004: Mojave
- Bones – Die Knochenjägerin: Staffel 4 Folge 23
- 2006: Jane Doe: Yes, I Remember It Well
- 2020: #blackAF (Fernsehserie)

## Auszeichnungen
Robinson gewann dreimal den Young Artist Award:
- 1986 als bester Gast-Darsteller in einer Fernsehserie als Kevin Taggart in Cagney & Lacey
- 1993 für den besten Jungschauspieler in einer wiederkehrenden Rolle in einer Fernsehserie als Daniel Wallace in Alle unter einem Dach.
- 1993 als bester Jungschauspieler als Jackie Jackson in Die Jacksons – Ein amerikanischer Traum

Zusätzlich war er dreimal für den Preis nominiert:
- 1985 als bester Jungdarsteller in einer Fernseh-Dramaserie in als Johnah Carver in Zeit der Sehnsucht
- 1985 als bester Gast-Darsteller in einer Fernsehserie als Nathaniel in Matt Houston
- 1987 als bester Nebendarsteller (Comedy, Fantasy oder Drama) als Zammis in Enemy Mine – Geliebter Feind